# ワンナンバーフォン
ワンナンバーフォンとは, NTTドコモが発売する携帯電話である。
NTTドコモで契約しているスマートフォンと同一の電話番号が利用でき, 親機であるスマートフォンから離れても使用できる。